# John Jensen
Pour les articles homonymes, voir Jensen.
John Jensen est un footballeur danois né le 3 mai 1965 à Copenhague.
Jensen faisait partie de l'équipe du Danemark vainqueur de l'Euro 92. Il est l'auteur d'un but en finale contre l'Allemagne.
En 2018, la fédération danoise a préféré de sélectionner des joueurs danois de troisième et de quatrième division et avait pour entraîneur John Jensen, l'équipe s'opposait face au Slovaques, lors d'une défaite 3-0...

## Carrière
- 1986-1988 : Brøndby IF  Danemark
- 1988-1990 : Hambourg SV  Allemagne
- 1990-1992 : Brøndby IF  Danemark
- 1992-1996 : Arsenal  Angleterre
- 1996-1999 : Brøndby IF  Danemark
- 1999-2002 : Herfølge BK  Danemark

## Sélection
Il joue son premier match avec l'équipe nationale le 24 septembre 1986 contre la R.F.Allemagne et le dernier le 16 août 1995 contre l'Arménie.

## Palmarès

### En club
- Vainqueur de la Coupe d'Europe des Vainqueurs de Coupe en 1994 avec Arsenal
- Champion du Danemark en 1985, en 1987, en 1988, en 1991, en 1997 et en 1998 avec Brondby
- Champion du Danemark  en 2000 avec Herfølge comme entraîneur-joueur
- Vainqueur de la Coupe d'Angleterre en 1993 avec Arsenal
- Finaliste de la Supercoupe d'Europe en 1994 avec Arsenal

### En équipe du Danemark
- 69 sélections et 4 buts entre 1987 et 1995
- Championnat d'Europe des Nations en 1992
- Participation au Championnat d'Europe des Nations en 1988 (Premier Tour) et en 1992 (Vainqueur)

### Distinctions individuelles
- Élu meilleur joueur danois de l'année en 1987
- Élu homme du match Danemark-Angleterre lors du Premier Tour de l'Euro 1992